# Willie Rogers
Willie Daniel Rogers (Nacogdoches, 11 settembre 1945) è un ex cestista statunitense, professionista nella ABA.

## Carriera
Venne selezionato dai Seattle SuperSonics all'ottavo giro del Draft NBA 1968 (94ª scelta assoluta).